# Lepanthes subalpina
Lepanthes subalpina är en orkidéart som beskrevs av Ignatz Urban. Lepanthes subalpina ingår i släktet Lepanthes och familjen orkidéer. Inga underarter finns listade i Catalogue of Life.